# Тварини Червоної книги України
Алфавітний список тварин, занесених до третього видання Червоної Книги України (2009 р).

### А
| Українська назва виду                         | Біноміальна назва      |
| --------------------------------------------- | ---------------------- |
| Абія блискуча                                 | Abia nitens            |
| Абія виблискуюча                              | Abia fulgens           |
| Аврора біла                                   | Euchloe ausonia        |
| Аксонолайм замковий                           | Axonolaimus sera       |
| Амофіла сарептська                            | Ammophila sareptana    |
| Анадримадуза Ретовського                      | Anadrymadusa retowskii |
| Андрена велика                                | Andrena magna          |
| Андрена золотонога                            | Andrena chrysopus      |
| Андрена ошатна                                | Andrena ornata         |
| Андрена степова                               | Andrena stepposa       |
| Андрена червоноплямиста                       | Andrena stigmatica     |
| Аноплій самарський                            | Anoplius samariensis   |
| Антофора коренаста                            | Anthophora robusta     |
| Антофора чорновійчаста                        | Anthophora atricilla   |
| Аполлон                                       | Parnassius apollo      |
| Арге Беккера                                  | Arge beckeri           |
| Аріанта ефіопська                             | Arianta aethiops       |
| Арноглось середземноморська, камбала Кесслера | Arnoglossus kessleri   |
| Археобдела каспійська                         | Archaeobdella esmonti  |
| Архірилея чорна                               | Archirilleya inopinata |
| Аскалаф строкатий                             | Libelloides macaronius |
| Афаліна                                       | Tursiops truncatus     |

### Б
| Українська назва виду                           | Латинська назва виду          |
| ----------------------------------------------- | ----------------------------- |
| Бабак степовий                                  | Marmota bobak                 |
| Бабка перев'язана                               | Sympetrum pedemontanum        |
| Багатозв'яз гірський український                | Polydesmus montanus           |
| Баклан малий                                    | Phalacrocorax pygmeus         |
| Баклан чубатий                                  | Phalacrocorax aristotelis     |
| Балабан                                         | Falco cherrug                 |
| Баранець великий (дупель)                       | Gallinago media               |
| Бджола-муляр Лефебвра (бджола-ліпниця Лефебвра) | Megachile lefebvrei           |
| Беркут                                          | Aquila chrysaetos             |
| Бистрик короткокрилий                           | Ocypus curtipennis            |
| Бистрянка звичайна                              | Alburnoides rossicus          |
| Бичок Букчича, бичок рись                       | Gobius bucchichi              |
| Бичок паганель                                  | Gobius paganellus             |
| Бичок-каспіосома каспійський                    | Caspiosoma caspium            |
| Бичок-пуголовок зірчастий                       | Benthophilus stellatus        |
| Бичок-пуголовочок Браунера                      | Benthophiloides brauneri      |
| Білозубка велика                                | Crocidura leucodon            |
| Білоперий пічкур дністровський                  | Romanogobio kesslerii         |
| Білуга звичайна                                 | Huso huso                     |
| Бластикотома папоротева                         | Blasticotoma filiceti         |
| Боліварія короткокрила                          | Bolivaria brachyptera         |
| Больбелязм однорогий                            | Bolbelasmus unicornis         |
| Бопс смугастий                                  | Boops boops                   |
| Боривітер степовий                              | Falco naumanni                |
| Бражник дубовий                                 | Marumba quercus               |
| Бражник карликовий                              | Sphingonaepiopsis gorgoniades |
| Бражник мертва голова                           | Acherontia atropos            |
| Бражник південний молочайний                    | Hyles nicaea                  |
| Бражник прозерпіна                              | Proserpinus proserpina        |
| Бражник скабіозовий                             | Hemaris tityus                |
| Бражник хорватський                             | Hemaris croatica              |
| Бранхінекта лякаюча                             | Branchinecta ferox            |
| Бранхінекта маленька                            | Branchinecta minuta           |
| Бранхінекта східна                              | Branchinecta orientalis       |
| Бранхінектела середня                           | Branchinectella media         |
| Бранхінела колюча                               | Branchinella spinosa          |
| Бранхіпус Шаффера                               | Branchipus schaefferi         |
| Брахіцерус зморшкуватий                         | Brachycerus sinuatus          |
| Бронзівка особлива                              | Protaetia speciosa            |
| Бурозубка альпійська                            | Sorex alpinus                 |

### В
| Українська назва виду                               | Латинська назва виду     |
| --------------------------------------------------- | ------------------------ |
| Ведмедиця велика                                    | Pericallia matronula     |
| Ведмедиця-господиня                                 | Callimorpha dominula     |
| Ведмідь бурий                                       | Ursus arctos             |
| Велетенський мурашиний лев західний                 | Acanthaclisis occitanica |
| Вечірниця велетенська                               | Nyctalus lasiopterus     |
| Вечірниця мала                                      | Nyctalus leisleri        |
| Вечірниця руда                                      | Nyctalus noctula         |
| Видра річкова                                       | Lutra lutra              |
| Вирезуб причорноморський                            | Rutilus frisii           |
| Вівсянка лучна                                      | Emberiza aureola         |
| Вівсянка чорноголова                                | Emberiza melanocephala   |
| Волохатий краб                                      | Pilumnus hirtellus       |
| Вусач альпійський                                   | Rosalia alpina           |
| Вусач великий дубовий                               | Cerambyx cerdo           |
| Вусач земляний Мокржецького                         | Dorcadion mokrzheckii    |
| Вусач земляний хрестоносець (коренеїд хрестоносець) | Dorcadion equestre       |
| Вусач мускусний                                     | Aromia moschata          |
| Вусач-червонокрил Келлера                           | Purpuricenus kaehleri    |
| Вухань австрійський                                 | Plecotus austriacus      |
| Вухань звичайний                                    | Plecotus auritus         |

### Г
| Українська назва виду                   | Латинська назва виду      |
| --------------------------------------- | ------------------------- |
| Гадюка Нікольського, гадюка лісостепова | Vipera nikolskii          |
| Гадюка степова                          | Vipera renardi            |
| Галикт луганський                       | Halictus luganicus        |
| Гекон середземноморський                | Mediodactylus kotschyi    |
| Гемідіаптом Рилова                      | Hemidiaptomus rylowi      |
| Гептагенія Самоха                       | Heptagenia samochai       |
| Гіпаніс левіускула                      | Hypanis laeviuscula       |
| Гіпаніс складчастий                     | Hypanis plicata           |
| Глотківка Щоголева                      | Erpobbdella stschhegolewi |
| Глушець (глухар)                        | Tetrao urogallus          |
| Гмеліна Кузнецова                       | Gmelina kusnetzowi        |
| Гмеліна маленька                        | Gmelina pusilla           |
| Гоголь                                  | Bucephala clangula        |
| Голуб-синяк                             | Columba oenas             |
| Гольян озерний (мересниця озерна)       | Rhynchocypris percnurus   |
| Гоплітіс рудий                          | Hoplitis fulva            |
| Горбань темний                          | Sciaena umbra             |
| Горіхотворка велетенська                | Ibalia rufipes            |
| Горностай                               | Mustela erminea           |
| Гранарія зернова                        | Granaria frumentum        |
| Гребінчастий губань золотистий          | Ctenolabrus rupestris     |
| Гриф чорний                             | Aegypius monachus         |
| Грицик великий                          | Limosa limosa             |
| Губань зелений                          | Labrus viridis            |
| Гуска мала (гуска білолоба мала)        | Anser erythropus          |

### Д
| Українська назва виду                           | Латинська назва виду     |
| ----------------------------------------------- | ------------------------ |
| Дазипода шипоносна (мохнонога бджола шипоносна) | Dasypoda spinigera       |
| Дельфін звичайний (білобочка)                   | Delphinus delphis        |
| Дерихвіст лучний                                | Glareola pratincola      |
| Дерихвіст степовий                              | Glareola nordmanni       |
| Джміль вірменський                              | Bombus armeniacus        |
| Джміль глинистий                                | Bombus argillaceus       |
| Джміль лезус                                    | Bombus laesus            |
| Джміль моховий                                  | Bombus muscorum          |
| Джміль оперезаний                               | Bombus zonatus           |
| Джміль пахучий                                  | Bombus fragrans          |
| Джміль червонуватий                             | Bombus ruderatus         |
| Джміль яскравий                                 | Bombus pomorum           |
| Дибка степова                                   | Saga pedo                |
| Дисцелія зональна                               | Discoelius zonalis       |
| Довгокрил звичайний                             | Miniopterus schreibersii |
| Дозорець-імператор                              | Anax imperator           |
| Долерус короткокрилий                           | Dolerus subalatus        |
| Долерус степовий                                | Dolerus ciliatus         |
| Доліхомітус головастий                          | Dolichomitus cephalotes  |
| Дрепанозурус дволикий                           | Drepanosurus birostratus |
| Дробація банатська                              | Drobacia banatica        |
| Дрохва                                          | Otis tarda               |
| Дятел білоспинний                               | Dendrocopos leucotos     |
| Дятел трипалий                                  | Picoides tridactylus     |

### Е, Є
| Українська назва виду                           | Латинська назва виду |
| ----------------------------------------------- | -------------------- |
| Евмен трикрапковий                              | Eumenes tripunctatus |
| Евритірея золотиста                             | Eurythyrea aurata    |
| Евхальція різнобарвна                           | Euchalcia variabilis |
| Евцера вірменська (довговуса бджола вірменська) | Eucera armeniaca     |
| Ейзенія гордєєва                                | Eisenia gordejeffi   |
| Екдіонурус єдиний                               | Ecdyonurus solus     |
| Ембія реліктова                                 | Haploembia solieri   |
| Емпуза піщана                                   | Empusa pennicornis   |
| Емпуза смугаста                                 | Empusa fasciata      |
| Ендроміс березовий                              | Endromis versicolora |
| Ємуранчик звичайний (кандибка пустельний)       | Stylodipus telum     |

### Ж
| Українська назва виду         | Латинська назва виду   |
| ----------------------------- | ---------------------- |
| Жаба прудка                   | Rana dalmatina         |
| Жабоп'явка алжирська          | Batracobdella algira   |
| Жайворонок сірий              | Calandrella rufescens  |
| Жиряк гладенький              | Liparus laevigatus     |
| Жовна зелена (дятел зелений)  | Picus viridis          |
| Жовтопуз безногий, жовтопузик | Pseudopus apodus       |
| Жовтюх торфовищний            | Colias palaeno         |
| Жужелиця дама                 | Carterus dama          |
| Жужелиця Шевролата            | Parazuphium chevrolati |
| Жук-олень, рогач звичайний    | Lucanus cervus         |
| Жук-самітник                  | Osmoderma barnabita    |
| Журавель сірий                | Grus grus              |
| Журавель степовий             | Anthropoides virgo     |

### З
| Українська назва виду              | Латинська назва виду  |
| ---------------------------------- | --------------------- |
| Заєць білий                        | Lepus timidus         |
| Зегрис Евфема                      | Zegris eupheme        |
| Зеленушка носата                   | Symphodus rostratus   |
| Зеус звичайний, сонцевик звичайний | Zeus faber            |
| Златка блискуча                    | Buprestis splendens   |
| Змієїд                             | Circaetus gallicus    |
| Золотомушка червоночуба            | Regulus ignicapillus  |
| Зубарик грубоклубий                | Merodon crassifemoris |
| Зубарик звичайний                  | Diplodus puntazzo     |
| Зубарик стегнуватий                | Merodon femoratoides  |
| Зубарик чорнолапий                 | Merodon nigritarsis   |
| Зубр                               | Bison bonasus         |

### І, Ї, Й
| Українська назва виду | Латинська назва виду     |
| --------------------- | ------------------------ |
| Ірис плямистий        | Iris polystictica        |
| Іфігенела Андрусова   | Iphigenella andrussowi   |
| Іфігенела колючконога | Iphigenella acanthopoda  |
| Іфігенела шаблінська  | Iphigenella shablensis   |
| Їжак вухатий          | Hemiechinus auritus      |
| Йорж Балона           | Gymnocephalus baloni     |
| Йорж носар            | Gymnocephalus acerinus   |
| Йорж смугастий        | Gymnocephalus schraetser |

### К
| Українська назва виду                         | Латинська назва виду         |
| --------------------------------------------- | ---------------------------- |
| Кажан північний                               | Eptesicus nilssonii          |
| Кажан пізній                                  | Eptesicus serotinus          |
| Казарка червоновола                           | Rufibrenta ruficollis        |
| Каламеута жовта                               | Calameuta idolon             |
| Кам'яний краб                                 | Eriphia verrucosa            |
| Кам'яний окунь зебра                          | Serranus scriba              |
| Канюк степовий                                | Buteo rufinus                |
| Каптурниця блискуча                           | Cucullia splendida           |
| Каптурниця пишна                              | Cucullia magnifica           |
| Каптурниця срібляста                          | Cucullia argentina           |
| Каптурниця срібна                             | Cucullia argentea            |
| Карась звичайний, карась золотий              | Carassius carassius          |
| Кведій карпатський                            | Quedius transsylvanicus      |
| Кефаль рамада                                 | Liza ramada                  |
| Кінь дикий                                    | Equus caballus               |
| Кіт лісовий                                   | Felis sylvestris             |
| Клімена                                       | Esperarge climene            |
| Ковалик Паррейса                              | Alaus parreyssi              |
| Ковалик сплощений                             | Neopristilophus depressus    |
| Коловодник ставковий (поручайник)             | Tringa stagnatilis           |
| Кольпа Клюге (кампсосколія жовтоволоса)       | Colpa klugii                 |
| Кольпоциклоп прісноводний                     | Colpocyclops dulcis          |
| Кольпоциклоп шипуватий                        | Colpocyclops longispinosus   |
| Комарівка італійська                          | Bittacus italicus            |
| Коник-товстун степовий                        | Callimenus multituberculatus |
| Коранус сірий                                 | Coranus griseus              |
| Кордулегастер двозубчастий                    | Cordulegaster bidentata      |
| Кордулегастер кільчастий                      | Cordulegaster boltoni        |
| Коровайка                                     | Plegadis falcinellus         |
| Короткопера риба-присосок двоплямиста         | Diplecogaster bimaculatus    |
| Корсак                                        | Vulpes corsac                |
| Косар                                         | Platalea leucorodia          |
| Кошеніль польська                             | Porphyropha polonica         |
| Красик веселий (Пістрянка весела)             | Zygaena laeta                |
| Красик понтійський (Пістрянка понтійська)     | Zygaena sedi                 |
| Красновуска Маккара                           | Callicera macquarti          |
| Красотіл пахучий                              | Calosoma sycophanta          |
| Красуня блискуча кримська                     | Calopteryx splendens taurica |
| Красуня діва                                  | Calopteryx virgo             |
| Крех середній (крех довгоносий)               | Mergus serrator              |
| Криптохіл кільчастий                          | Cryptocheilus alternatus     |
| Криптохіл червонуватий                        | Cryptocheilus rubellus       |
| Крячок каспійський                            | Hydroprogne caspia           |
| Крячок малий                                  | Sterna albifrons             |
| Ксанто пореса                                 | Xantho poressa               |
| Ксилокопа звичайна (бджола-тесляр звичайна)   | Xylocopa valga               |
| Ксилокопа райдужна (бджола-тесляр райдужна)   | Xylocopa iris                |
| Ксилокопа фіолетова (бджола-тесляр фіолетова) | Xylocopa violacea            |
| Ксифідрія Маркевича (коновія Маркевича)       | Xiphydria markewitshi        |
| Ксифідрія строката                            | Xiphydria picta              |
| Ктенофора прикрашена                          | Ctenophora festiva           |
| Ктир велетенський                             | Satanas gigas                |
| Ктир шершенеподібний                          | Asilus crabroniformis        |
| Кубіталія чорна                               | Cubitalia morio              |
| Кулик-довгоніг (ходуличник)                   | Himantopus himantopus        |
| Кулик-сорока                                  | Haematopus ostralegus        |
| Кульон великий (кроншнеп великий)             | Numenius arquata             |
| Кульон середній (кроншнеп середній)           | Numenius phaeopus            |
| Кульон тонкодзьобий (кроншнеп тонкодзьобий)   | Numenius tenuirostris        |
| Кумка жовточерева                             | Bombina variegata            |
| Кутора мала                                   | Neomys anomalus              |

### Л
| Українська назва виду         | Латинська назва виду     |
| ----------------------------- | ------------------------ |
| Лаврак європейський           | Dicentrarchus labrax     |
| Лебідь малий                  | Cygnus bewickii          |
| Левкомігус білосніжний        | Leucomigus candidatus    |
| Левкоринія білолоба           | Leucorrhinia albifrons   |
| Лежень                        | Burhinus oedicnemus      |
| Лелека чорний                 | Ciconia nigra            |
| Лептоюлюс Семенкевича         | Leptojulus semenkevitshi |
| Лилик двоколірний             | Vespertilio murinus      |
| Ліксус катрановий             | Lixus canescens          |
| Ліометопум звичайний          | Liometopum microcephalum |
| Лісмата щетинконога           | Lysmata seticaudata      |
| Лосось дунайський, головатиця | Hucho hucho              |
| Лосось чорноморський          | Salmo labrax             |
| Лось європейський             | Alces alces              |
| Лунь лучний                   | Circus pygargus          |
| Лунь польовий                 | Circus cyaneus           |
| Лунь степовий                 | Circus macrourus         |
| Льодовичник Вествуда          | Boreus westwoodi         |
| Люцина                        | Hamearis lucina          |
| Лярра анафемська              | Larra anathema           |

### М
| Українська назва виду                     | Латинська назва виду    |
| ----------------------------------------- | ----------------------- |
| Мантіспа штирійська                       | Mantispa styriaca       |
| Марена Валецького                         | Barbus waleckii         |
| Марена дніпровська                        | Barbus borysthenicus    |
| Марена дунайсько-дністровська             | Barbus petenyi          |
| Марена звичайна                           | Barbus barbus           |
| Марена кримська                           | Barbus tauricus         |
| Мармуровий краб                           | Pachygrapsus marmoratus |
| Мартин каспійський (реготун чорноголовий) | Larus ichthyaetus       |
| Махаон                                    | Papilio machaon         |
| Мегалодонт середній                       | Megalodontes medius     |
| Мегариса перлата                          | Megarhyssa perlata      |
| Мегариса рогохвостова                     | Megarhyssa superba      |
| Мегахіла Жіро (бджола-листоріз Жіро)      | Megachile giraudi       |
| Мелітта Ванковича                         | Melitta wankowiczi      |
| Мелітурга булавовуса                      | Melitturga clavicornis  |
| Меризія азовська                          | Moerisia maeotica       |
| Минь річковий                             | Lota lota               |
| Мишівка лісова                            | Sicista betulina        |
| Мишівка степова                           | Sicista subtilis        |
| Мишівка темна                             | Sicista severtzovi      |
| Мишівка Штранда                           | Sicista strandi         |
| Мідянка звичайна                          | Coronella austriaca     |
| Мізида аномальна                          | Hemimysis anomala       |
| Мізида Варпаховського                     | Katamysis warpachowskyi |
| Мізида зубчаста                           | Hemimysis serrata       |
| Мінога карпатська                         | Eudontomyzon danfordi   |
| Мінога українська                         | Eudontomyzon mariae     |
| Мнемозина                                 | Parnassius mnemosyne    |
| Могильник                                 | Aquila heliaca          |
| Морімус темний                            | Morimus funereus        |
| Морська голка товсторила                  | Syngnathus variegatus   |
| Морська голка тонкорила                   | Syngnathus tenuirostris |
| Морська свиня (азовка)                    | Phocoena phocoena       |
| Морський коник довгорилий                 | Hippocampus guttulatus  |
| Морський кріт                             | Upogebia pusilla        |
| Морський чорт європейський                | Lophius piscatorius     |
| Моруліна пухирчаста                       | Morulina verrucosa      |
| Мухоловка звичайна                        | Scutigera coleoptrata   |

### Н
| Українська назва виду                           | Латинська назва виду      |
| ----------------------------------------------- | ------------------------- |
| Нерозень                                        | Anas strepera             |
| Нетопир звичайний (нетопир карлик)              | Pipistrellus pipistrellus |
| Нетопир кажановидний (нетопир скельний)         | Hypsugo savii             |
| Нетопир Натузіуса                               | Pipistrellus nathusii     |
| Нетопир середземноморський (нетопир білосмугий) | Pipistrellus kuhlii       |
| Нетопир пігмей                                  | Pipistrellus pygmaeus     |
| Ніфарг середній                                 | Niphargoides intermedius  |
| Нічниця Брандта                                 | Myotis brandtii           |
| Нічниця велика                                  | Myotis myotis             |
| Нічниця водяна                                  | Myotis daubentonii        |
| Нічниця вусата                                  | Myotis mystacinus         |
| Нічниця гостровуха                              | Myotis blythii            |
| Нічниця довговуха                               | Myotis bechsteinii        |
| Нічниця мала                                    | Myotis alcathoe           |
| Нічниця Наттерера                               | Myotis nattereri          |
| Нічниця ставкова                                | Myotis dasycneme          |
| Нічниця степова                                 | Myotis aurascens          |
| Нічниця триколірна                              | Myotis emarginatus        |
| Норка європейська                               | Mustela lutreola          |
| Носатка-листовидка                              | Libythea celtis           |

### О
| Українська назва виду    | Латинська назва виду        |
| ------------------------ | --------------------------- |
| Огар                     | Tadorna ferruginea          |
| Оксиетира жовтовуса      | Oxyethira flavicornis       |
| Оксихілюс Кобельта       | Oxychilus kobelti           |
| Оліндіас несподіваний    | Olindias inexpectata        |
| Оніхоптерохеілюс Палласа | Onychopterocheilus pallasii |
| Онкоцефал кримський      | Oncocephalus paternus       |
| Ореїна зелена            | Oreina viridis              |
| Ореїна плагіата          | Oreina plagiata             |
| Орел степовий            | Aquila rapax                |
| Орел-карлик              | Hieraaetus pennatus         |
| Орлан-білохвіст          | Haliaeetus albicilla        |
| Орусус паразитичний      | Orussus abietinus           |
| Орябок                   | Tetrastes bonasia           |
| Осетер атлантичний       | Acipenser sturio            |
| Осетер російський        | Acipenser gueldenstaedtii   |
| Осетер шип               | Acipenser nudiventris       |
| Офіогомфус Цецилія       | Ophiogomphus cecilia        |
| Очеретянка прудка        | Acrocephalus paludicola     |

### П
| Українська назва виду                 | Латинська назва виду           |
| ------------------------------------- | ------------------------------ |
| Пагель червоний                       | Pagellus erythrinus            |
| Палінгенія довгохвоста                | Palingenia longicauda          |
| Паравеспа царська                     | Paravespa rex                  |
| Пахіцефус степовий                    | Pachycephus cruentatus         |
| Пелекоцера широколоба                 | Pelecocera latifrons           |
| Пелікан кучерявий                     | Pelecanus crispus              |
| Пелікан рожевий                       | Pelecanus onocrotalus          |
| Перегузня                             | Vormela peregusna              |
| Перистома мердвенева                  | Peristoma merduenianum         |
| Перкарина чорноморська                | Percarina demidoffii           |
| Пилкоротиця південна                  | Temnostoma meridionale         |
| Пилкохвіст Болдирева                  | Poecilimon boldyrevi           |
| Пилкохвіст лісовий                    | Poecilimon schmidtii           |
| Пилкохвіст Плігінського               | Poecilimon pliginskii          |
| Пилкохвіст український                | Poecilimon ukrainicus          |
| Підковоніс великий                    | Rhinolophus ferrumequinum      |
| Підковоніс малий                      | Rhinolophus hipposideros       |
| Підорлик великий                      | Aquila clanga                  |
| Підорлик малий                        | Aquila pomarina                |
| Підуст волзький                       | Chondrostoma variabile         |
| Пірникоза сірощока                    | Podiceps grisegena             |
| Пірникоза червоношия                  | Podiceps auritus               |
| Піскара бура                          | Callionymus pussilus           |
| Піскара сіра                          | Callionymus risso              |
| Пісочник великий (зуйок великий)      | Charadrius hiaticula           |
| Пісочник морський (зуйок морський)    | Charadrius alexandrinus        |
| Пічкур дунайський                     | Gobio uranoscopus              |
| Плавунець дволінійний                 | Graphoderes bilineatus         |
| Плавунець широкий                     | Dytiscus latissimus            |
| Плероневра хвойна                     | Pleroneura coniferarum         |
| Плікутерія Любомирського              | Plicuteria lubomirskii         |
| Плоскотілка червона                   | Cucujus cinnabarinus           |
| Подалірій                             | Iphiclides podalirius          |
| Полівка снігова                       | Chionomys nivalis              |
| Полівка татранська                    | Microtus tatricus              |
| Поліксена                             | Zerynthia polyxena             |
| Полоз візерунковий                    | Elaphe dione                   |
| Полоз жовточеревий, полоз каспійський | Hierophis caspius              |
| Полоз леопардовий                     | Zamenis situla                 |
| Полоз лісовий, полоз ескулапів        | Zamenis longissimus            |
| Полоз сарматський, полоз Палласів     | Elaphe sauromates              |
| Прісноводний краб                     | Potamon tauricum               |
| Простеномфалія карпатська             | Prostenomphalia carpathica     |
| Псарус черевастий                     | Psarus abdominalis             |
| Псевдотрохета п'ятикільчаста          | Fadejewobdella quinqueannulata |
| Псевдофаенопс Якобсона                | Pseudophaenops jacobsoni       |
| Пугач                                 | Bubo bubo                      |
| Пухівка (гага звичайна)               | Somateria mollissima           |
| П'явка аптечна                        | Hirudo verbana                 |
| П'явка медична                        | Hirudo medicinalis             |

### Р
| Українська назва виду         | Латинська назва виду      |
| ----------------------------- | ------------------------- |
| Равлик кришечковий струмковий | Pomatias rivulare         |
| Райдужниця велика             | Apatura iris              |
| Рак широкопалий               | Astacus astacus           |
| Риба-присосок європейська     | Lepadogaster lepadogaster |
| Риба-присосок товсторила      | Lepadogaster candolii     |
| Рибець малий                  | Vimba tenella             |
| Рись                          | Lynx lynx                 |
| Рогохвіст-авгур               | Urocerus augur            |
| Ропуха очеретяна              | Bufo calamita             |

### C
| Українська назва виду                 | Латинська назва виду       |
| ------------------------------------- | -------------------------- |
| Савка                                 | Oxyura leucocephala        |
| Саламандра плямиста                   | Salamandra salamandra      |
| Сапіга-полохрум                       | Polochrum repandum         |
| Сапсан                                | Falco peregrinus           |
| Сатир евксинський                     | Pseudochazara euxina       |
| Сатир залізний                        | Hipparchia statilinus      |
| Сатурнія велика                       | Saturnia pyri              |
| Сатурнія мала                         | Eudia pavonia              |
| Сатурнія руда                         | Aglia tau                  |
| Сатурнія середня                      | Eudia spini                |
| Севрюга звичайна                      | Acipenser stellatus        |
| Серуліна зубчаста                     | Serrulina serrulata        |
| Сиворакша                             | Coracias garrulus          |
| Синиця біла                           | Parus cyanus               |
| Синявець Бавій                        | Pseudophilotes bavius      |
| Синявець Буадюваля (синявець ероїдес) | Polyommatus boisduvalii    |
| Синявець Пилаон                       | Plebeius pylaon            |
| Синявець піренейський                 | Agriades pyrenaicus        |
| Синявець римнус                       | Neolycaena rhymnus         |
| Сип білоголовий                       | Gyps fulvus                |
| Сипуха                                | Tyto alba                  |
| Сич волохатий                         | Aegolius funereus          |
| Сичик-горобець                        | Glaucidium passerinum      |
| Сінниця Геро                          | Coenonympha hero           |
| Сіобла бальзамінова                   | Siobla sturmi              |
| Скарабей священний                    | Scarabaeus sacer           |
| Скеляр строкатий                      | Monticola saxatilis        |
| Сколія односмугова                    | Scolia galbula             |
| Сколія-гігант                         | Megascolia maculata        |
| Скопа                                 | Pandion haliaetus          |
| Скорпіон кримський                    | Euscorpius tauricus        |
| Слимак великий строкатий              | Helix lucorum              |
| Слимакоїд кримський, турун кримський  | Carabus scabrosus tauricus |
| Сліпак білозубий                      | Nannospalax leucodon       |
| Сліпак буковинський                   | Spalax graecus             |
| Сліпак піщаний                        | Spalax arenarius           |
| Сліпак подільський                    | Spalax zemni               |
| Сліпачок звичайний                    | Ellobius talpinus          |
| Смірновіелла редукована               | Sergiosmirnovia reducta    |
| Сова болотяна                         | Asio flammeus              |
| Сова бородата                         | Strix nebulosa             |
| Сова довгохвоста                      | Strix uralensis            |
| Совка                                 | Otus scops                 |
| Совка Гайварда                        | Divaena haywardi           |
| Совка розкішна                        | Staurophora celsia         |
| Совка сокиркова                       | Periphanes delphinii       |
| Совка трейчке                         | Periphanes treitschkei     |
| Сольпуга звичайна                     | Galeodes araneoides        |
| Сонцевик фау-біле                     | Nymphalis vaualbum         |
| Соня садова                           | Eliomys quercinus          |
| Сорокопуд сірий                       | Lanius excubitor           |
| Сорокопуд червоноголовий              | Lanius senator             |
| Спеодіаптомус Бірштейна               | Speodiaptomus birsteini    |
| Ставковик булавоподібний              | Lymnaea clavata            |
| Ставковик потовщений                  | Lymnaea pachyta            |
| Стафілін волохатий                    | Emus hirtus                |
| Стафілін Плігінського                 | Tasgius pliginskii         |
| Стеліс кільчастий                     | Stelis annulata            |
| Стерв'ятник                           | Neophron percnopterus      |
| Стерлядь прісноводна                  | Acipenser ruthenus         |
| Стиз двокрапковий                     | Stizus bipunctatus         |
| Стиз смугастий                        | Stizus fasciatus           |
| Стизоїд тризубий                      | Stizoides tridentatus      |
| Стрибун Бессера                       | Cephalota besseri          |
| Стрілка Ліндена                       | Erythromma lindenii        |
| Стрічкарка блакитна                   | Catocala fraxini           |
| Стрічкарка велика червона             | Catocala dilecta           |
| Стрічкарка диз'юнктивна               | Catocala disjuncta         |
| Стрічкарка орденська малинова         | Catocala sponsa            |
| Стрічкарка тополева                   | Limenitis populi           |
| Стрічкарка червоно-жовта              | Catocala diversa           |
| Строкатка степова                     | Lagurus lagurus            |
| Судак волзький, Берш                  | Sander volgensis           |
| Судак морський, судак буговець        | Sander marinus             |
| Сфекс жовтокрилий                     | Sphex flavipennis          |
| Сфекс рудуватий                       | Sphex funerarius           |

### Т
| Українська назва виду                | Латинська назва виду        |
| ------------------------------------ | --------------------------- |
| Танімастикс ставковий                | Tanymastix stagnalis        |
| Тапінома кінбурнська                 | Tapinoma kinburni           |
| Тетерук                              | Lyrurus tetrix              |
| Тетрадонтофора блакитна              | Tetradontophora bielanensis |
| Тетрамеза пунктирована               | Tetramesa punctata          |
| Тинівка альпійська                   | Prunella collaris           |
| Томарес каллімах                     | Tomares callimachus         |
| Томарес Ногеля                       | Tomares nogelii             |
| Трав'яний краб                       | Carcinus aestuarii          |
| Трахуза опушена                      | Trachusa pubescens          |
| Трач схожий                          | Tenthredo propinqua         |
| Тригла жовта, морський півень жовтий | Chelidonichthys lucerna     |
| Тритон альпійський                   | Mesotriton alpestris        |
| Тритон дунайський                    | Triturus dobrogicus         |
| Тритон Кареліна                      | Triturus karelinii          |
| Тритон карпатський                   | Lissotriton montandoni      |
| Трифіза Фрина                        | Triphysa phryne             |
| Тріскачка ширококрила                | Bryodemella tuberculata     |
| Трохета Биковського                  | Trocheta bykowskii          |
| Трохета потайна                      | Trocheta subviridis         |
| Трохулюс Більца                      | Trochulus bielzi            |
| Трохулюс опушений                    | Trochulus villosulus        |
| Трьохперка чорноголова               | Tripterygion tripteronotus  |
| Турикаспія лінкта                    | Turricaspia lincta          |
| Турун бесарабський                   | Carabus bessarabicus        |
| Турун Ештрайхера                     | Carabus estreicheri         |
| Турун Менетріє                       | Carabus menetriesi          |
| Турун печерний Дублянського          | Taurocimmerites dublanskii  |
| Турун угорський                      | Carabus hungaricus          |
| Турун Щеглова                        | Carabus stscheglowi         |
| Тушканчик великий                    | Allactaga jaculus           |
| Тхір лісовий                         | Mustela putorius            |
| Тхір степовий                        | Mustela eversmanni          |
| Тюлень-монах                         | Monachus monachus           |

### У, Ф
| Українська назва виду           | Латинська назва виду   |
| ------------------------------- | ---------------------- |
| Умбра звичайна                  | Umbra krameri          |
| Умбріна світла, горбань світлий | Umbrina cirrosa        |
| Урофора Дзєдушицького           | Urophora dzieduszyckii |
| Устриця їстівна                 | Ostrea edulis          |

### Х
| Українська назва виду              | Латинська назва виду   |
| ---------------------------------- | ---------------------- |
| Харакопіг скіфський                | Characopygus scythicus |
| Харіус європейський                | Thymallus thymallus    |
| Ховрах європейський                | Spermophilus citellus  |
| Ховрах крапчастий                  | Spermophilus suslicus  |
| Ховрах малий                       | Spermophilus pygmaeus  |
| Ховрах одеський                    | Spermophilus odessanus |
| Хом'як звичайний                   | Cricetus cricetus      |
| Хом'ячок сірий                     | Cricetulus migratorius |
| Хондрина вівсяна                   | Chondrina avenacea     |
| Хондруля Більца                    | Chondrula bielzi       |
| Хохітва                            | Tetrax tetrax          |
| Хохуля руська                      | Desmana moschata       |
| Хризоліна карпатська               | Chrysolina carpatica   |
| Хромадоріна двоока                 | Chromadorina bioculata |
| Хроміс звичайний, морська ластівка | Chromis chromis        |

### Ц
| Українська назва виду          | Латинська назва виду           |
| ------------------------------ | ------------------------------ |
| Цвіркун візантійський          | Pseudomogoplistes buzantius    |
| Целонітес абревіатус кримський | Celonites abbreviatus tauricus |
| Ценеліда сітчаста              | Caenolyda reticulata           |
| Цератофій багаторогий          | Ceratophyus polyceros          |
| Церцеріс горбкувата            | Cerceris tuberculata           |
| Цефус Загайкевича              | Cephus zahaikevitshi           |

### Ч
| Українська назва виду      | Латинська назва виду       |
| -------------------------- | -------------------------- |
| Чапля жовта                | Ardeola ralloides          |
| Чекініола пластисцелідина  | Cecchiniola platyscelidina |
| Чернь білоока              | Aythya nyroca              |
| Чернь червонодзьоба        | Netta rufina               |
| Чоботар (шилодзьобка)      | Recurvirostra avosetta     |
| Чоп звичайний, чоп великий | Zingel zingel              |
| Чоп малий                  | Zingel streber             |
| Чорнушка Манто             | Erebia manto               |
| Чорнушка Фегея             | Proterebia afra            |

### Ш, Щ
| Українська назва виду  | Латинська назва виду     |
| ---------------------- | ------------------------ |
| Шемая азовська         | Alburnus leobergi        |
| Шемая кримська         | Alburnus mentoides       |
| Шемая чорноморська     | Alburnus sarmaticus      |
| Широковух європейський | Barbastella barbastellus |
| Шовкопряд Балліона     | Lemonia ballioni         |
| Шовкопряд кульбабовий  | Lemonia taraxaci         |
| Шпак рожевий           | Sturnus roseus           |
| Шуліка рудий           | Milvus milvus            |
| Шуліка чорний          | Milvus migrans           |
| Щипавка сибірська      | Cobitis melanoleuca      |

### Я
| Українська назва виду                    | Латинська назва виду  |
| ---------------------------------------- | --------------------- |
| Ялець Данилевського                      | Leuciscus danilewskii |
| Ялець звичайний                          | Leuciscus leuciscus   |
| Ялець-андруга європейський               | Telestes souffia      |
| Янус червононогий                        | Janus femoratus       |
| Яструб коротконогий (тювик європейський) | Accipiter brevipes    |
| Ящірка зелена                            | Lacerta viridis       |

## Дивись також
- Рослини Червоної книги України
- Тварини України, занесені до Європейського червоного списку
- Тварини Червоної книги Башкортостану